# Гюнтер Позер
Гюнтер Ганс Йозеф Позер (нім. Günter Hans Josef Poser; 23 вересня 1916, Берлін — 8 червня 2003, Бонн) — німецький офіцер-підводник і політик, капітан-лейтенант крігсмаріне, контрадмірал бундесмаріне.

## Біографія
3 квітня 1936 року вступив на флот. З вересня 1939 року — спостерігач 1-ї ескадрильї 506-ї групи берегової авіації. В січні-липні 1941 року пройшов курс підводника. З липня 1941 року — 1-й вахтовий офіцер на підводному човні U-432. В листопаді-грудні пройшов курс командира човна. З грудня 1941 по 15 липня 1942 року — командир U-59, з 2 вересня 1942 року — U-202, на якому здійснив 3 походи (разом 159 днів у морі). 2 червня 1943 року U-202 був потоплений в Північній Атлантиці глибинними бомбами і артилерійським вогнем британського шлюпа «Старлінг». 18 членів екіпажу загинули, 30 (включаючи Позера) були врятовані і взяті в полон. В 1947 році звільнений.
Всього за час бойових дій потопив 2 кораблі загальною водотоннажністю 9804 тонни і пошкодив 3 кораблі загальною водотоннажністю 26 545 тонн.
| Дата           | Назва корабля                   | Тип               | Тоннаж | Вантаж                                 | Екіпаж | Загинули | Країна             | Конвой |
| -------------- | ------------------------------- | ----------------- | ------ | -------------------------------------- | ------ | -------- | ------------------ | ------ |
| 1 жовтня 1942  | Achilles                        | Торговий пароплав | 1,815  | 1820 тонн цукру і генеральних вантажів | 36     | 1        | Нідерланди         |        |
| 23 лютого 1943 | Murena (пошкоджений)            | Тепловий танкер   | 8,252  | Баласт                                 | 62     | 0        | Нідерланди         | UC-1   |
| 23 лютого 1943 | British Fortitude (пошкоджений) | Тепловий танкер   | 8,482  | Баласт                                 | 59     | 0        | Британська імперія | UC-1   |
| 23 лютого 1943 | Empire Norseman (пошкоджений)   | Паровий танкер    | 9,811  | Баласт                                 | 53     | 0        | Британська імперія | UC-1   |
| 23 лютого 1943 | Esso Baton Rouge                | Паровий танкер    | 7,989  | Баласт (вода)                          | 68     | 3        | США                | UC-1   |

З серпня 1947 року працював кореспондентом. В 1947/55 роках — співробітник з адміністративних і кадрових питань Німецького земельного рентного банку в Бонні. 7 грудня 1955 року повернувся на флот і був призначений референтом статс-секретаря Федерального міністерства оборони. З 16 вересня 1957 до кінця лютого 1963 року — військовий, військово-морський і військово-повітряний аташе в Японії, одночасно військовий аташе в Південній Кореї. З квітня 1963 року — керівник військово-морського аналізу БНД, працював під псевдонімом Гюнтер Прехтель. Навесні 1964 року очолив відділ морської розвідки Федерального міністерства оборони. З 1964 по травень 1969 року — начальник 2-го відділу командного штабу бундесверу (військова розвідка), одночасно адміністративний голова служби військової контррозвідки. З 16 липня 1969 року — начальник Розвідувального центру Міжнародного військового штабу НАТО в Брюсселі. 30 вересня 1973 року добровільно вийшов у відставку на знак протесту проти німецької східної політики Віллі Брандта.
Після виходу у відставку продовжив співпрацювати з бундесвером і Німецьким африканським фондом. В 1983 році представляв ХДС/ХСС на обговоренні альтернативних стратегій в Комітеті бундестагу з оборони. В 1986 році заснував націоналістичну Німецьку партію, основу якої складали колишні високопоставлені офіцери. На початку 1987 року партія Позера влилася в партію «Республіканці». В тому ж році Позер виконував обов'язки заступника федерального голови партії. В 1988 році вийшов з партії. Пізніше став одним з керівників Німецької дослідницької асоціації.

## Сім'я
Був одружений, мав трьох дітей.

## Звання
- Кандидат в офіцери (3 квітня 1936)
- Морський кадет (10 вересня 1936)
- Фенріх-цур-зее (1 травня 1937)
- Оберфенріх-цур-зее (1 липня 1938)
- Лейтенант-цур-зее (1 жовтня 1938)
- Оберлейтенант-цур-зее (1 жовтня 1940)
- Капітан-лейтенант (1 лютого 1943)
- Корветтен-капітан (7 грудня 1955)
- Фрегаттен-капітан (1 вересня 1959)
- Капітан-цур-зее (4 січня 1963)
- Адмірал флотилії (30 вересня 1964)
- Контрадмірал (27 лютого 1970)

## Нагороди
- Залізний хрест
  - 2-го класу (1940)
  - 1-го класу (1942)
- Нагрудний знак підводника (5 листопада 1941)